# Khí hậu cận nhiệt đới ẩm

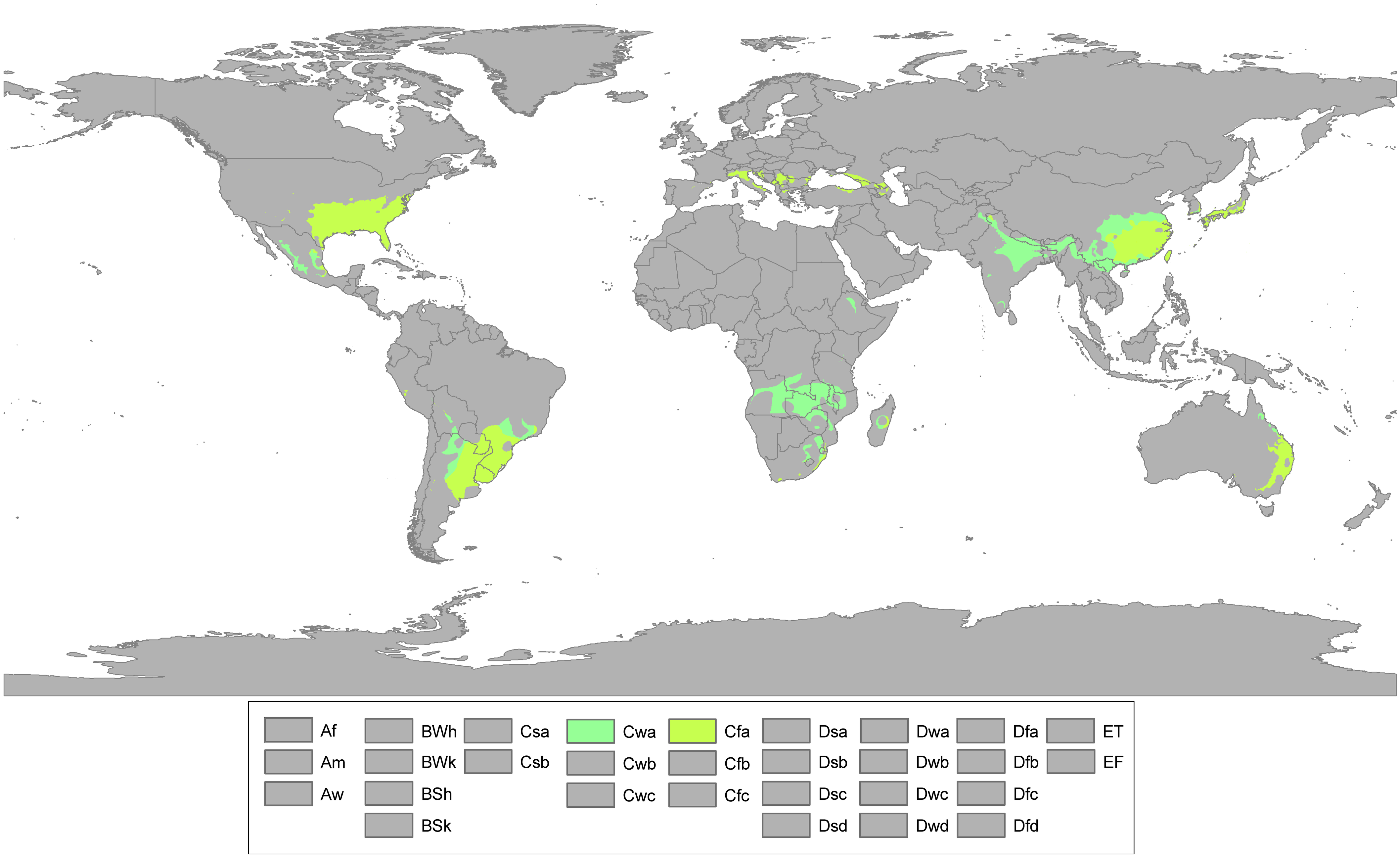
Các khu vực có Khí hậu cận nhiệt đới ẩm trên thế giới
Cfa
Cwa

Khí hậu cận nhiệt đới ẩm (Phân loại khí hậu Köppen Cfa hoặc Cwa) là một kiểu khí hậu đặc trưng bởi mùa hè nóng và nhiệt độ ẩm, mùa đông lạnh và hanh khô hơn. Đây là kiểu khí hậu phổ biến ở khu vực Đông Á, bao gồm phần phía đông nam lục địa Trung Quốc, những khu vực nhỏ ở dọc eo biển Hàn Quốc và Nhật Bản (Kyushu, Shikoku, và phần lớn Honshu) cùng với miền bắc Việt Nam. Nhiệt độ trung bình các tháng mùa đông dưới 20 độ.

## Đặc điểm
Trong khí hậu cận nhiệt đới ẩm, mùa hè thường kéo dài, nóng và ẩm ướt. Nhiệt độ mùa hè trung bình hàng tháng thường là từ 24 đến 27°C (75 và 81°F). Một luồng không khí nhiệt đới sâu bao trùm các vùng cận nhiệt đới ẩm vào thời điểm mặt trời cao, và những trận mưa rào đối lưu cường độ cao (nhưng ngắn ngủi) hàng ngày là phổ biến. Nhiệt độ cao vào mùa hè thường ở mức cao từ 20 đến giữa 30°C (80 hoặc 90°F), trong khi nhiệt độ thấp nhất qua đêm vào mùa hè thường ở dưới 20°C (70°F). Nhiệt độ trung bình hàng tháng vào mùa đông thường nhẹ, thường trung bình từ 7,5 đến 16°C (45,5 đến 60,8°F). Nhiệt độ cao nhất vào ban ngày vào mùa đông thường nằm trong khoảng 10 đến 16°C (50 đến 61°F), trong khi mức thấp nhất qua đêm là từ 2 đến 7 °C (36 đến 45 °F), mặc dù ranh giới cực của khí hậu này có nhiệt độ lạnh hơn, có thể dưới mức đóng băng.
Lượng mưa thường cao nhất vào mùa hè, đặc biệt là những nơi gió mùa phát triển tốt, như ở Đông Nam Á và Nam Á. Các khu vực khác có chu kỳ mưa đồng đều hơn hoặc thay đổi, nhưng luôn thiếu các tháng mùa hè khô hạn có thể dự đoán được. Phần lớn lượng mưa mùa hè xảy ra trong những cơn giông bão tích tụ do bề mặt nóng lên dữ dội và góc mặt trời cận nhiệt đới mạnh. Các áp thấp nhiệt đới yếu di chuyển đến từ các đại dương nhiệt đới ấm áp liền kề, cũng như các cơn bão nhiệt đới không thường xuyên thường góp phần vào các đỉnh lượng mưa theo mùa vào mùa hè. Lượng mưa mùa đông thường liên quan đến các cơn bão lớn ở miền tây có mặt trước tiếp cận với các vĩ độ cận nhiệt đới. Tuy nhiên, nhiều vùng khí hậu cận nhiệt đới như Đông Nam Á và Florida ở Hoa Kỳ có mùa đông rất khô, thường xuyên xảy ra cháy nổ và thiếu nước.

## Ở Việt Nam

Phân loại khí hậu koppen ở Việt Nam

Theo phân loại khí hậu Koppen, Miền bắc Việt Nam mang đặc điểm khí hậu cận nhiệt đới ẩm chịu ảnh hưởng của gió mùa (Koppen: Cwa) đối với phần lớn khu vực và khi độ cao lên khoảng 3000m (đối với dãy Hoàng Liên Sơn); khí hậu chuyển sang cao nguyên cận nhiệt đới (Koppen: Cwb).